# Федір Гербут
Федір Гербут (русин. Федор Гербут, серб. Федор Хербут; 2 травня 1932, Вербас — 25 вересня 2023) — сербський фізик-теоретик, відомий досягненнями у квантовій механіці та квантовій теорії інформації. Жив і працював у Белграді.

## Життєпис
За походженням русин, народився в Руському Керестурі (Воєводина, Сербія), де закінчив чотирирічну початкову школу русинською мовою. Продовжив освіту в Новому Саді у восьмирічній середній школі, яку закінчив 1951 року. Вивчав фізику на природничо-математичному факультеті Белградського університету, який закінчив 1957 року. Після закінчення навчання три роки працював молодшим науковим співробітником в Інституті «Борис Кідрич» у Винчі (нині Інститут ядерних наук у «Винча»). 1960 році, як стипендіат Інституту «Борис Кідрич», вступив до аспірантури Бірмінгемського університету в Англії на кафедру теоретичної фізики в класі професора Рудольфа Ернста Пайєрлса. 1964 року здобув докторський ступінь з відзнакою. Останні два роки докторантури також працював у інституті. 1965 року отримав звання наукового співробітника, а 1974 року — старшого наукового співробітника. 1976 року залишив інститут, продовживши дослідницьку роботу доцентом на природничо-математичному факультеті в Белграді. Через два роки став доцентом[уточнити], а 1984 року — професором. Від 1988 року — член-кореспондент і президент Комітету фізики Сербської академії наук і мистецтв. 1997 року вийшов на пенсію. Продовжив діяльність у САНМ, а 2003 року отримав статус постійного члена академії.

## Дослідження
Дослідницьку роботу Федора Гербута можна поділити на три напрямки:
- Основи квантової механіки — подання векторів стану двочастинкових систем антилінійними операторами Гільберта — Шмідта, антиунітарні кореляційні оператори, когерентність, парадокс ЕПР, постшредінгерівське узагальнення парадоксу ЕПР, теорія Гартрі — Боголюбова, латентні змінні, тотожні частинки, теорія вимірювання, виведення законів імовірностей у квантовій механіці, квантова логіка, квантово-механічне розуміння квантових експериментів, інтерпретація відносних станів, ретроактивне спостереження подій, подвійні спостережувані.
- Основи квантової теорії інформації — кореляції у двочастинкових і багаточастинкових системах.
- Методологічні дослідження — симетрії та теорія груп, прикладна математика та математична фізика.